# Microcefalia congénita aislada
La microcefalia es un trastorno neurológico en el que la circunferencia de la cabeza es más pequeña que la circunferencia promedio para la edad y el sexo del niño. Se define como una circunferencia de cabeza más de dos desviaciones típicas menos de lo normal según el sexo y la edad. Algunos académicos la definen como tres desviaciones en la circunferencia de la cabeza. La microcefalia puede ser congénita o puede producirse en los primeros años de vida. El trastorno puede provenir de una amplia variedad de enfermedades que provocan un crecimiento alterado del cerebro o de síndromes relacionados con alteraciones cromosómicas. Se sospecha que la fiebre del Zika causa microcefalia.

## Manifestaciones clínicas

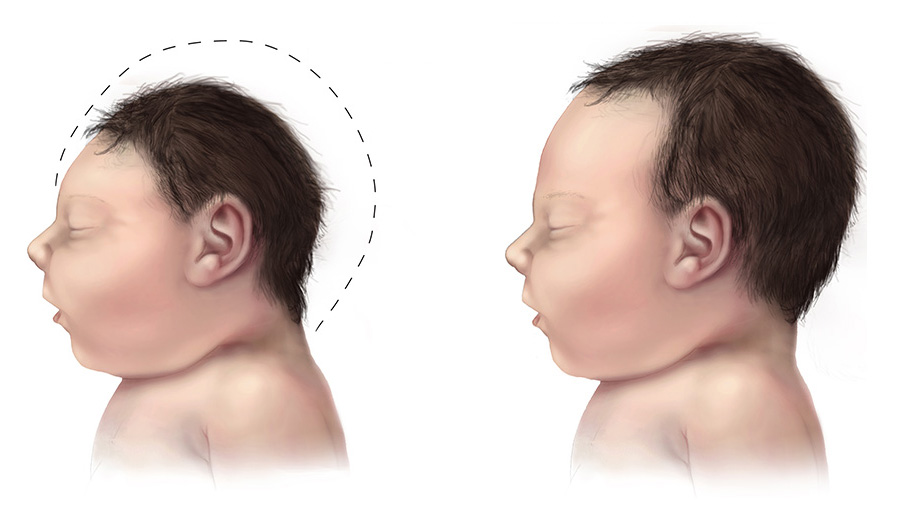
Ilustración de un bebé con microcefalia (izquierda) en comparación a un bebé de cabeza normal.

Los niños con microcefalia nacen con una cabeza de tamaño reducido. Posteriormente, la cabeza deja de crecer mientras que la cara continúa desarrollándose normalmente, lo que produce que el niño tenga la cabeza pequeña, la cara grande, la frente en retroceso y el cuero cabelludo blando y a menudo arrugado. A medida que el niño crece, la pequeñez del cráneo se vuelve más obvia, aunque todo el cuerpo generalmente también presenta peso insuficiente y enanismo[cita requerida]. El desarrollo de las funciones motrices y del habla puede verse afectado. La hiperactividad y el retraso mental son comunes, aunque el grado de cada uno varía. También pueden producirse convulsiones. La capacidad motora puede verse afectada; las afecciones varían de torpeza en algunos casos a cuadriplejia espástica (parálisis).

## Tratamiento
A excepción de la cirugía para la craneosinostosis, por lo general no hay ningún tratamiento para agrandar la cabeza del paciente o revertir las complicaciones de la microcefalia. El tratamiento se centra en las técnicas para paliar la enfermedad. Los programas de intervención en la infancia, que incluyen terapia del lenguaje, terapia física y ocupacional pueden ayudar al niño a fortalecer sus capacidades.
Ciertas complicaciones de la microcefalia, tales como convulsiones o hiperactividad, pueden ser tratadas con medicamentos.

## Pronóstico
En general, la esperanza de vida para los individuos con microcefalia se reduce y el pronóstico para la función normal del cerebro es pobre. Aproximadamente solo el 15% de los pacientes con microcefalia desarrollan una inteligencia normal. Los pronósticos de vida para los pacientes que sufren microcefalia, suelen variar y depender de la presencia y evolución de otras enfermedades existentes hoy en día. El cuidado que los familiares y el equipo médico y psicológico procuren, afectarán al pronóstico de vida.

## Vinculación con el virus Zika
Desde noviembre de 2015, el Ministerio de Salud en Brasil ha emitido informes de alerta respecto a una posible conexión entre la enfermedad y un notable incremento de casos de nacimientos con microcefalia en el noreste de Brasil. Esto se debe al aumento de casos de microcefalia coincidente con la aparición del virus zika: En 2015 hubo 4120 casos de microcefalia entre recién nacidos en Brasil, vinculados con la contracción del virus zika por la madre, según el Ministerio de Salud de este país. Anteriormente, la media era de apenas 160 casos al año.
Incluso países como Colombia, Ecuador, El Salvador y Jamaica han aconsejado a las mujeres que eviten quedar embarazadas hasta el término de la epidemia (octubre de 2016 - 2018). Si bien la OMS afirma que aún no hay pruebas científicas de un vínculo entre el virus y la microcefalia., el 3 de marzo de 2016 científicos de Brasil confirmaron mediante  pruebas con células humanas que el virus Zika ataca el sistema nervioso durante la gestación. El 25 de julio de 2016 nació en Barcelona el primer bebé de España con microcefalia a causa del virus del Zika.

## Otras relaciones
El volumen intracraneal, como es de esperar por su relación con el tamaño del cerebro, afecta también a esta patología.